# Vienna Ab initio Simulation Package
Vienna Ab initio Simulation Package (Akronym: VASP) ist ein Computerprogramm-Paket für die Festkörperphysik, mit dem quantenmechanische Berechnungen zur elektronischen Bandstruktur durchgeführt werden können. Sein Haupteinsatzgebiet sind Ab-initio-Berechnungen zur quantenmechanischen Molekulardynamik (MD) basierend auf der Dichtefunktionaltheorie (DFT). VASP setzt dabei entweder Vanderbilt-Pseudopotentiale oder die Projector-augmented-wave-Methode mit einem Basissatz aus ebenen Wellen ein. Über die Dichtefunktionaltheorie hinaus erlaubt der Code auch Korrekturen, wie hybride Funktionale, die DFT und Hartree-Fock-Austauschenergie berücksichtigen, Vielteilchenstörungstheorie nach der GW-Methode und dynamische Korrelationen zwischen den Elektronenzuständen im Rahmen der Random-Phase-Approximation.

## Geschichte und Verbreitung
VASP hat seine Ursprünge in Code, der von Mike Payne am MIT geschrieben wurde. Dieser Code bildete ebenfalls die Grundlagen für CASTEP. Im Juli 1989 brachte Jürgen Hafner diesen Code an die Universität Wien. Dort entwickelten Jürgen Furthmüller und Georg Kresse darauf basierend das Paket VASP. Derzeit ist Georg Kresse der Maintainer des Programms. Zuletzt wurde das Programm um Methoden erweitert, wie sie in der molekularen Quantenchemie verwendet werden (wie MP2 und CCSD(T)). VASP wird derzeit weltweit von mehr als 1400 akademischen und industriellen Forschungsgruppen lizenziert und genutzt.